# Eve Harlow

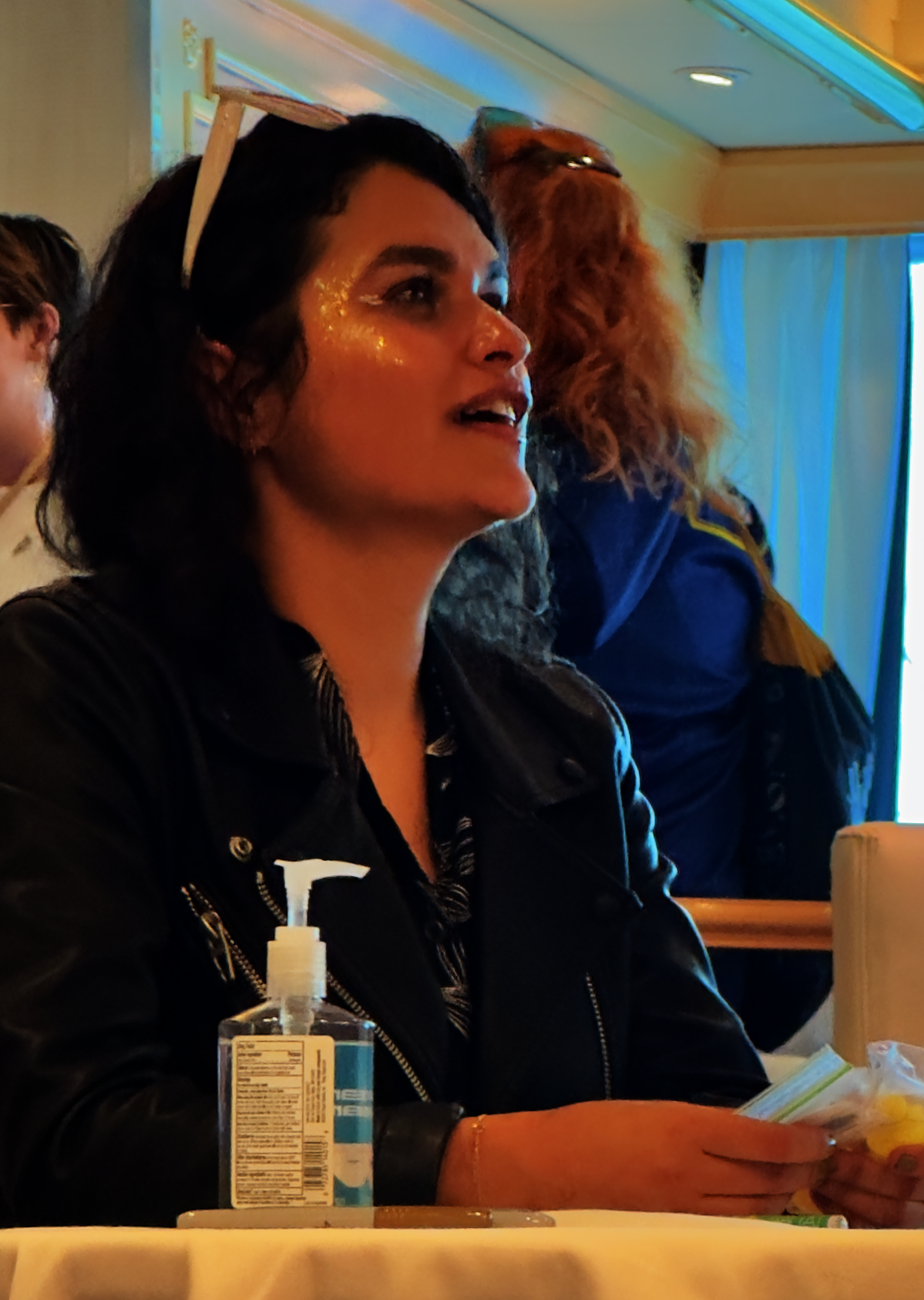
Eve Harlow, 2024

Eve Harlow (* 20. Juni 1989 in Moskau, Sowjetunion) ist eine russisch-kanadische Filmschauspielerin.

## Leben
Eve Harlow kam in Moskau zur Welt und kam noch als Kleinkind nach Israel. Sieben Jahre später zog die Familie nach Vancouver, Kanada. Ab 2007 wurde Eve Harlow als Filmschauspielerin tätig. Ab 2008 spielte sie Tina Renwald in The Guard. Diese Rolle brachte ihr einen Leo Award ein. Ab 2014 spielte sie Maya Vie in The 100. 2015/2016 wirkte sie in der Miniserie Heroes Reborn mit. 2017/2018 spielte sie Tess in Marvel’s Agents of S.H.I.E.L.D. 2020 spielte sie in der Sci-Fi-Krimiserie Next mit.

## Filmografie (Auswahl)
- 2007: My Name Is Sarah (Fernsehfilm)
- 2007: Juno
- 2008–2009: The Guard (Fernsehserie, 12 Folgen)
- 2009: 2012
- 2010: Shattered (Fernsehserie, eine Folge)
- 2012: When You Sleep (Kurzfilm)
- 2012: The Horses of McBride (Fernsehfilm)
- 2013: Cracked (Fernsehserie, eine Folge)
- 2014: The Killing (Fernsehserie, 3 Folgen)
- 2014: Fargo (Fernsehserie, eine Folge)
- 2014: Bitten (Fernsehserie, 3 Folgen)
- 2014: Lost Girl (Fernsehserie, eine Folge)
- 2014: Lost After Dark
- 2014–2019: The 100 (Fernsehserie, 13 Folgen)
- 2015: UnREAL (Fernsehserie, eine Folge)
- 2015–2016: Heroes Reborn (Fernsehserie, 9 Folgen)
- 2016: 12 Monkeys (Fernsehserie, eine Folge)
- 2016: We’re Still Together
- 2016: The Jury (Fernsehfilm)
- 2017: Rogue (Fernsehserie, 5 Folgen)
- 2017–2018: Marvel’s Agents of S.H.I.E.L.D. (Fernsehserie, 5 Folgen)
- 2018: SEAL Team (Fernsehserie, eine Folge)
- 2018: Plötzlich Familie (Instant Family)
- 2019: The Tomorrow Man
- 2019, 2022: Navy CIS: L.A (NCIS: Los Angeles, Fernsehserie, 2 Folgen)
- 2019–2020: The Rookie (Fernsehserie, 2 Folgen)
- 2020: Next (Fernsehserie, 10 Folgen)
- 2021: Trigger Point
- 2021: Queen of the South (Fernsehserie, 2 Folgen)
- 2021: Titans (Fernsehserie, 4 Folgen)
- 2023: The Night Agent (Fernsehserie, 10 Folgen)
- 2024: Star Trek: Discovery (Fernsehserie, 8 Folgen)
- 2024: The Edge of Sleep (6 Episoden)
- seit 2025: Watson (Fernsehserie)